# Sketchpad
L'Sketchpad  fou el primer programa informàtic que va permetre la manipulació directa d'objectes gràfics, pioner en la interacció persona-ordinador i predecessor dels programes de disseny assistit per ordinador. Va ser una de les primeres aplicacions informàtiques que van defensar el concepte d'utilitzar l'ordinador com a extensió de la ment humana, no només com a eina amb fins tècnics, sinó també artístics.
La idea original del programa va ser del seu creador, Ivan Sutherland, que el va dissenyar el 1963 com a part de la seva tesi doctoral, per la qual va rebre el Premi Turing de l'Association for Computing Machinery l'any 1988, i el Kyoto Prize el 2012.

## Desenvolupament

Ivan Sutherland i l'Sketchpad (1963)

Llapis òptic de l'Sketchpad

La primera experiència de Sutherland amb un ordinador va ser amb el famós Simon d'Edmund Berkeley, una màquina basada en un motor mecànic únicament capacitat per sumar. Durant la seva època a l'institut, va dissenyar el programa més llarg que s'hagués escrit mai per aquest sistema: 8 pàgines de codi d'algorismes que permetien a Simon dividir, a més de sumar.
Durant el seu període com a estudiant del Massachusetts Institute of Technology, Sutherland tingué accés al Lincoln TX-2, un dels primers ordinadors que va disposar d'un perifèric precursor de les interfícies gràfiques. El TX-2, dissenyat el 1956, era un ordinador molt avançat al seu temps: tenia 320kb de memòria principal, un dispositiu d'emmagatzematge en cinta magnètica de 8Mb, un monitor 1024x1024 de 7 polzades, un llapis òptic i una caixa de botons. Com la majoria d'ordinadors del moment, els programes eren escrits en macro assembladors, gravats en una cintes perforades i alimentats en el lector principal de l'ordinador. El TX-2 ocupava gairebé 93 metres quadrats i, només la memòria principal, aproximadament 0,76 metres quadrats. Aquests aspectes conformaven la interfície sobre la qual Ivan Sutherland va basar el seu programa.
El desenvolupament de l'Sketchpad formava part de la seva tesi doctoral en el MIT, Sketchpad: A Man-Machine Graphical Communications System (1963). Va dissenyar un sistema que permetia als usuaris dibuixar punts, segments de línies i arcs circulars, creuar les línies en un angle concret i duplicar dibuixos conservant una relació amb l'original (si aquest era modificat, els duplicats canviaven automàticament). El llapis òptic era utilitzat per dibuixar directament al monitor de l'ordinador, i incorporava tècniques gràfiques d'interfície d'usuari com la capacitat d'esborrar línies i el zoom. L'Sketchpad va demostrar que els ordinadors podien automatitzar tasques repetitives de disseny i esborrany amb una fiabilitat i precisió impossible d'aconseguir amb mètodes manuals.

Una de les principals novetats de l'Sketchpad era la comunicació visual entre l'usuari i l'ordinador. Com el propi Sutherland digué:
| «                                                                          | […] En el passat, hem estat escrivint cartes més que dialogant amb els nostres ordinadors. El sistema de l'Sketchpad, per mitjà de l'eliminació de les declaracions escrites a favor del dibuix de línies, obre les portes a una nova era d'interacció persona-ordinador. | » |
| — Ivan Sutherland, Sketchpad: A man-machine graphical communication system | |   |

Desafortunadament, el sistema va estar en funcionament durant un període molt breu, ja que de seguida que Sutherland va haver finalitzat la seva tesi, el hardware va ser restaurat i tornat al seu estat original.

## Funcionament

Dissenys fets amb l'Sketchpad

L'Sketchpad funcionava en l'equip Lincoln TX-2, una màquina innovadora, dissenyada el 1956, que tenia una gran quantitat de memòria per a la seva època: un nucli impulsat pel tub de buit de 64K, un nucli més ràpid transistor de 4K, un lector de cinta de paper i un de cinta magnètica utilitzat com emmagatzematge auxiliar. El TX-2 tenia un CRT de nou polzades i un llapis òptic amb el qual Sutherland es fa influenciar. Es va imaginar que un havia de ser capaç de dibuixar a l'ordinador. L'Sketchpad era capaç de fer precisament això, la creació de dibuixos de gran precisió. Aquest programari també va introduir innovacions importants, com ara les estructures de memòria per emmagatzemar objectes i la capacitat per apropar i allunyar.
L'Sketchpad utilitzava el dibuix com a mitjà de comunicació innovador per a un ordinador. El sistema contenia programes d'entrada, de sortida i de càlcul que el capacitaven per a interpretar la informació obtinguda directament en una pantalla d'ordinador. Era un sistema de propòsit general i s'utilitzà per dibuixar plànols elèctrics, mecànics, científics, matemàtics, i animats. Sketchpad suposà una ajuda per a la comprensió dels processos, com ara la noció de vincles, que es pot descriure amb imatges.
Un usuari d'Sketchpad dibuixava directament sobre una pantalla d'ordinador amb un llapis òptic. Aquest s'utilitzava tant per a dibuixar les peces en la pantalla com també per moure-les i canviar-les. Un conjunt de botons controlava les diferents funcions, com ara "esborrat", "moviment", etc.
L'Sketchpad podia crear segments de línies rectes i arcs de cercle. La resta de formes es podien definir a partir de qualsevol conjunt de segments de línies, arcs de cercle, i els símbols definits prèviament, ja que un usuari podia definir i utilitzar tants símbols com volgués.
Si l'usuari movia un vèrtex d'un polígon, els dos costats adjacents es movien. Si l'usuari movia un símbol, totes les línies connectades a aquest símbol es movien automàticament i romanien unides a ell. L'Sketchpad era capaç d'acceptar informació topològica d'un ésser humà en un llenguatge d'imatges perfectament natural, i es podia utilitzar com un programa d'entrada per als programes de càlcul que requerien dades topològics, per exemple, simuladors de circuits.
L'Sketchpad en si era capaç de moure parts del dibuix al voltant de les noves condicions que l'usuari podia aplicar. L'usuari indicava condicions amb els botons del llapis i l'empenta de la llum. Per exemple, per fer dues línies paral·leles, es pressionava un botó i automàticament es traçava una línia paral·lela a la que l'usuari dibuixava amb el llapis òptic.

## Influències
Una de les influències d'Ivan Sutherland en la creació del Sketchpad va ser el concepte del Memex que Vannevar Bush havia definit al seu influent article As We May Think. A la vegada, l'Sketchpad va servir d'inspiració pel disseny i desenvolupament de l'oN-Line System (NSL) de l'Augmentation Research Centre (ARC) al Standford Research Institute (SRI), dirigit per Douglas Engelbart durant la dècada dels 60.
Sutherland va ser professor de científics tan reconeguts com Alan Kay, Henri Gouraud i Frank Crow. Més endavant va fundar la companyia Evans and Sutherland juntament amb el seu amic David Evans, i van treballar en projectes pioners en el camp dels gràfics d'ordinador en 3D, llenguatges d'impressió i hardware a temps real. A la companyia hi van treballar un dels futurs fundadors d'Adobe, John Warnock, i de Silicon Graphics, Jim Clark.